# Salvador Reyes Figueroa
Salvador Reyes Figueroa (16 de agosto de 1889 — 27 de fevereiro de 1970) foi um poeta e romancista chileno.

## Prêmios
Salvador Reyes Figueroa ganhou o Prêmio Nacional de Literatura do Chile em 1967.